# Пикуличі
Пикуличі (Pikulice)— село в Польщі, у гміні Перемишль Перемишльського повіту Підкарпатського воєводства, у межах етнічної української території Надсяння. Населення — 527 осіб (2011).
З 1975 по 1998 роки місцевість адміністративно належала до Перемишльського воєводства.

## Географія
Розташоване над річкою Явір (ліва притока Вігору) за 4 кілометри на південь від центру повіту міста Перемишль і 65 кілометрів на південний схід від столиці воєводства — міста Ряшева. .

## Історія
В XI-XIII століттях на цих землях існувало Перемишльське руське князівство зі столицею в Перемишлі, яке входило до складу Галицького князівства, а пізніше Галицько-Волинського князівства.
Після захоплення цих земель Польщею територія в 1340–1772 роках входила до складу Перемишльської землі Руського воєводства Королівства Польського.
Село існувало вже 1389 р, коли Владислав Ягайло подарував Перемишлю територію, де було раніше село. На півдні села на підвищенні є залишки форту Оптинь, що входив до зовнішнього кільця укріплень фортеці Перемишль.
У XV столітті Пикуличі належали до перемишльського староства. З давніх часів тут була православна церква.
Згідно із записами XVII століття в Пикуличах був монастир оо. Василіян.
В 1772 році внаслідок першого поділу Польщі село Пикуличі відійшло до імперії Габсбургів, провінція Королівство Галичини та Володимирії.
У 1903 р. збудовано муровану церкву Різдва Пресвятої Діви Марії, належала до парафії Негрибка Перемиського деканату Перемишльської єпархії УГКЦ.
Після розпаду Австро-Угорщини і утворення 1 листопада 1918 р. Західноукраїнської Народної Республіки це переважно населене українцями село Надсяння було окуповане Польщею.
Військовий злочин стався 10 липня 1919 року в Пикуличах, де польські жовніри вбили українських полонених: четаря Сіталевича, Малмаю і вояка з наддніпрянщини, які прийшли до коменданта табору з жалобою на погані харчі. Пізніше поляки вбили ще 10 полонених - 8 наддніпрянців і 2 галичан. 
В 1921 році в селі були 151 хата і 875 мешканців, з них 607 греко-католиків, 199 римо-католиків і 68 євреїв. На 1.01.1939 в селі було 1390 мешканців (з них 750 українців-грекокатоликів, 100 українців-римокатоликів, 230 поляків, 250 польських колоністів міжвоєнного періоду і 60 євреїв). Село входило до ґміни Германовичі Перемишльського повіту Львівського воєводства.

Народна школа в Пикуличах, найімовірніше 1943 р.

Після початку Другої світової війни 13 вересня 1939 року війська Третього Рейху увійшли в село, та після вторгнення СРСР до Польщі 27 вересня увійшли радянські війська і Пикуличі, що знаходяться на правому, східному березі Сяну, разом з іншими навколишніми селами відійшли до СРСР та ввійшли до складу утвореної 27 листопада 1939 року Дрогобицької області УРСР (обласний центр — місто Дрогобич).
Москва підписала й 16 серпня 1945 року опублікувала офіційно договір з Польщею про встановлення лінії Керзона українсько-польським кордоном та, незважаючи на бажання українців залишитись на рідній землі, про передбачене «добровільне» виселення приблизно одного мільйона українців з «Закерзоння», тобто Підляшшя, Холмщини, Надсяння і Лемківщини.,
Розпочалося виселення українців з рідної землі. Проводячи депортацію, уряд Польщі, як і уряд СРСР, керувалися Угодою між цими державами, підписаною в Любліні 9 вересня 1944 року, але, незважаючи на текст угоди, у якому наголошувалось, що «Евакуації підлягають лише ті з перелічених (…) осіб, які виявили своє бажання евакуюватися і щодо прийняття яких є згода Уряду Української РСР і Польського Комітету Національного Визволення. Евакуація є добровільною і тому примус не може бути застосований ні прямо, ні посередньо. Бажання евакуйованих може бути висловлено як усно, так і подано на письмі.», виселення було примусовим і з застосуванням військових підрозділів.
У середині 1945 р. майже всіх українців з Пикулич виселили в Україну.
Українська Повстанська Армія намагалась захистити мирне українське населення від примусової депортації польською армією та не дати польській владі заселювати звільнені господарства поляками. Щоб не допустити заселення порожніх будівель поляками, 15 листопада того ж року партизани УПА спалили село.
Українське населення села, якому вдалося уникнути депортації до СРСР, попало в 1947 році під етнічну чистку під час проведення Операції «Вісла» і було виселено на ті території у західній та північній частині польської держави, що до 1945 належали Німеччині.
У часи операції «Вісли» з Пикулич 15—20 травня 1947 р. було виселено 15 українців.
У селі розташований Український військовий цвинтар у Пикуличах.

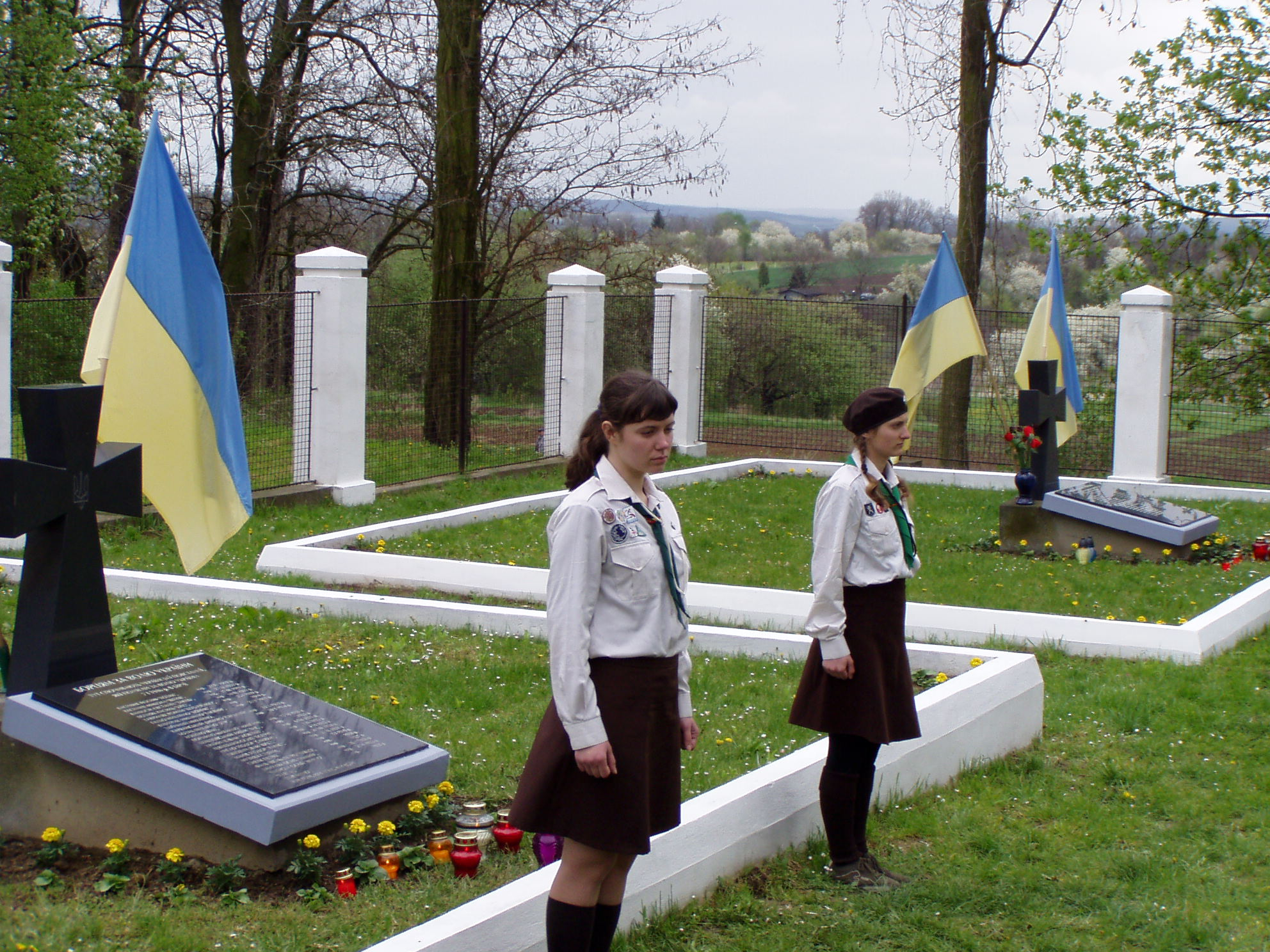
На Українському військовому цвинтарі в Пикуличах

## Населення
Демографічна структура станом на 31 березня 2011 року:
|          | Загалом | Допрацездатний вік | Працездатний вік | Постпрацездатний вік |
| -------- | ------- | ------------------ | ---------------- | -------------------- |
| Чоловіки | 256     | 52                 | 182              | 22                   |
| Жінки    | 271     | 39                 | 180              | 52                   |
| Разом    | 527     | 91                 | 362              | 74                   |

- 1921 — 151 хата і 875 мешканців, з них 607 греко-католиків, 199 римо-католиків і 68 євреїв.